# Пам'ятник Небесній сотні (Чикаго)

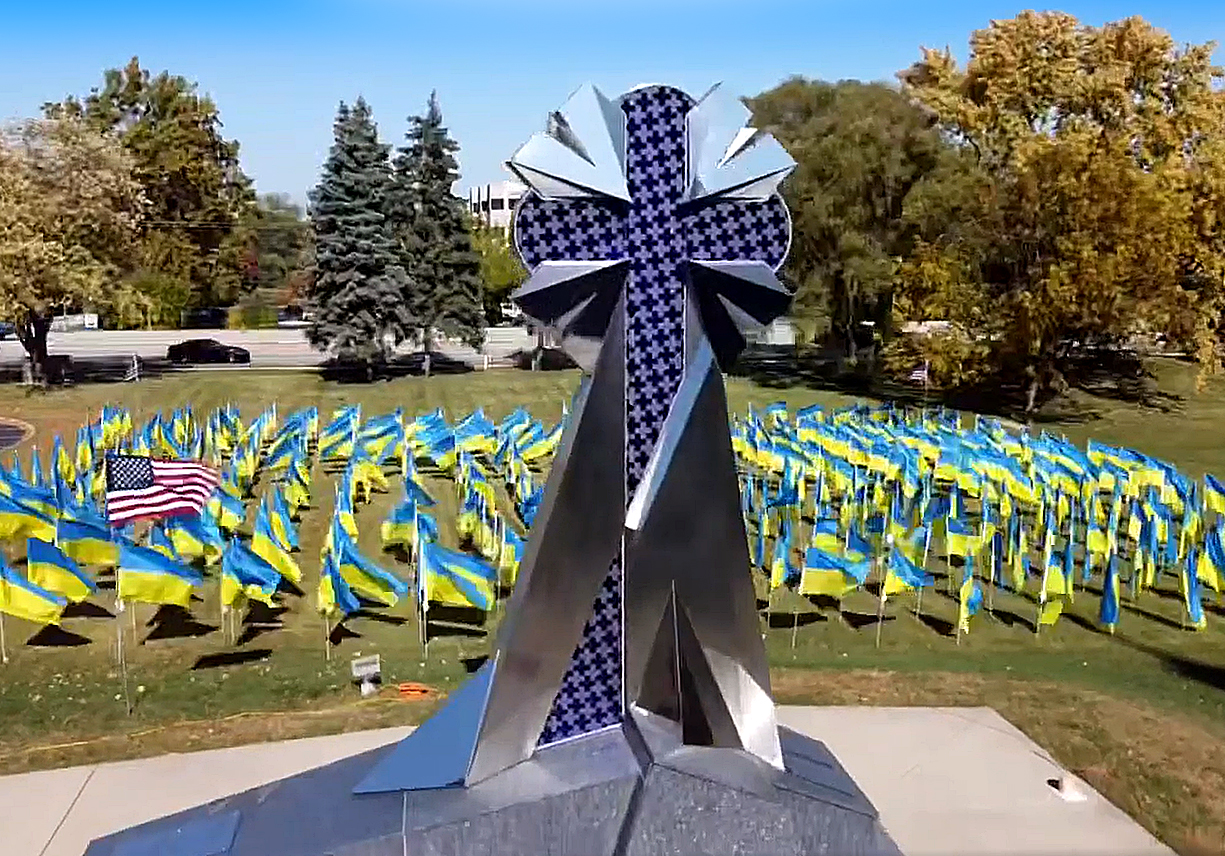
Пам'ятник на вшанування Небесної Сотні та всіх загиблих Героїв України - перший у США та поза межами України пам'ятник героям Революції гідності. Скульптор - Євген Прокопов, архітектор - Орест Бараник.

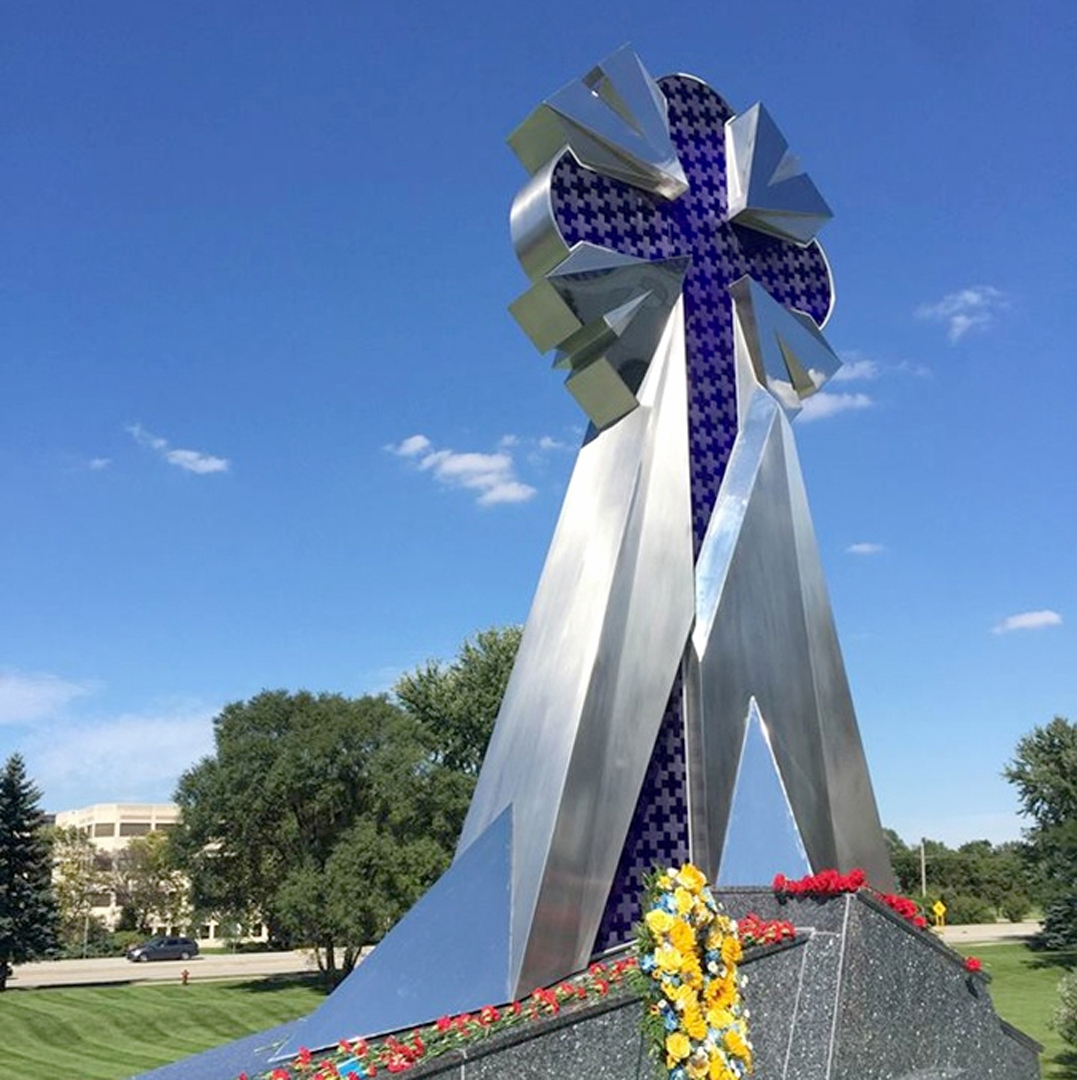
Пам'ятник Небесній Cотні США

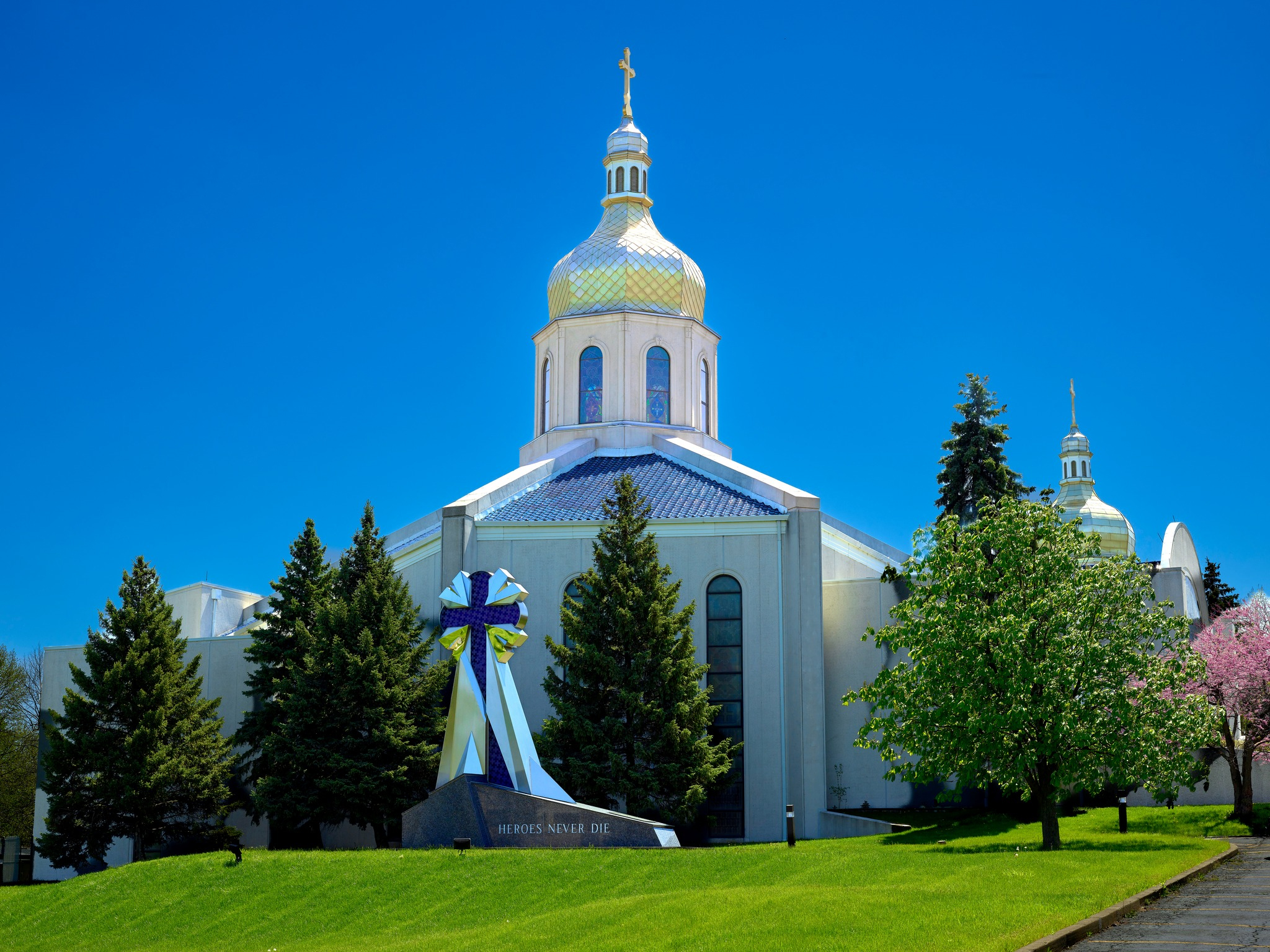
Пам'ятник Небесній Сотні США

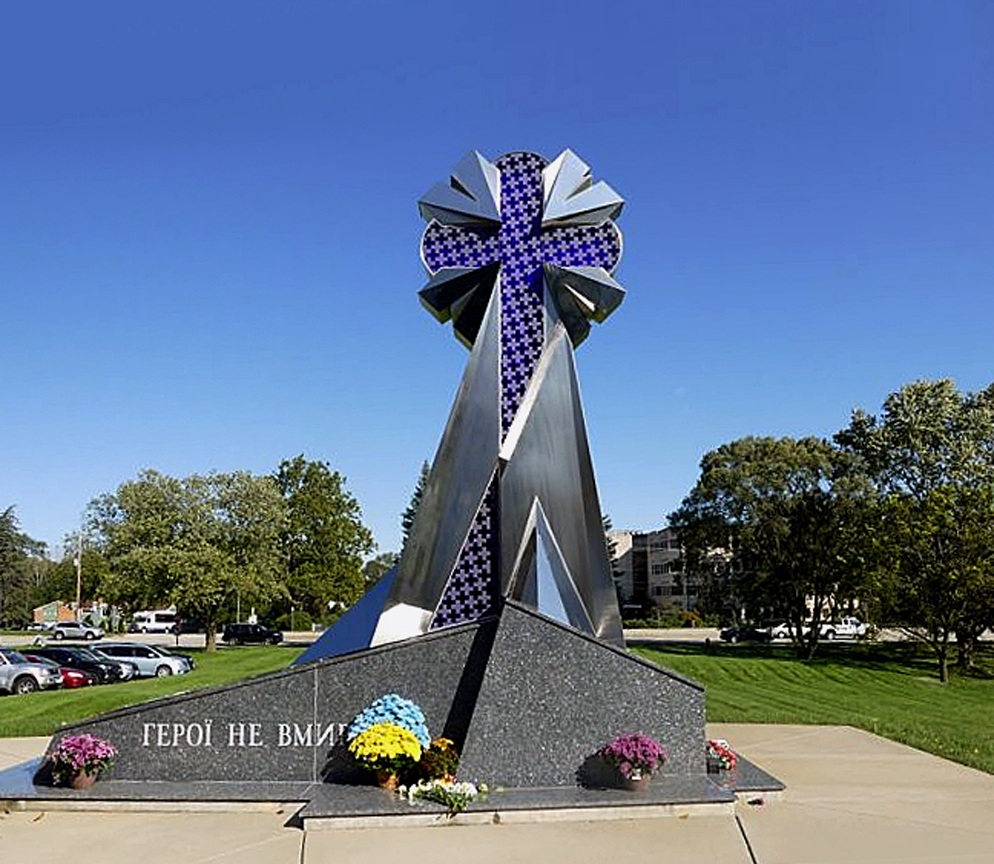
Перший Пам'ятник Небесній Сотні у США

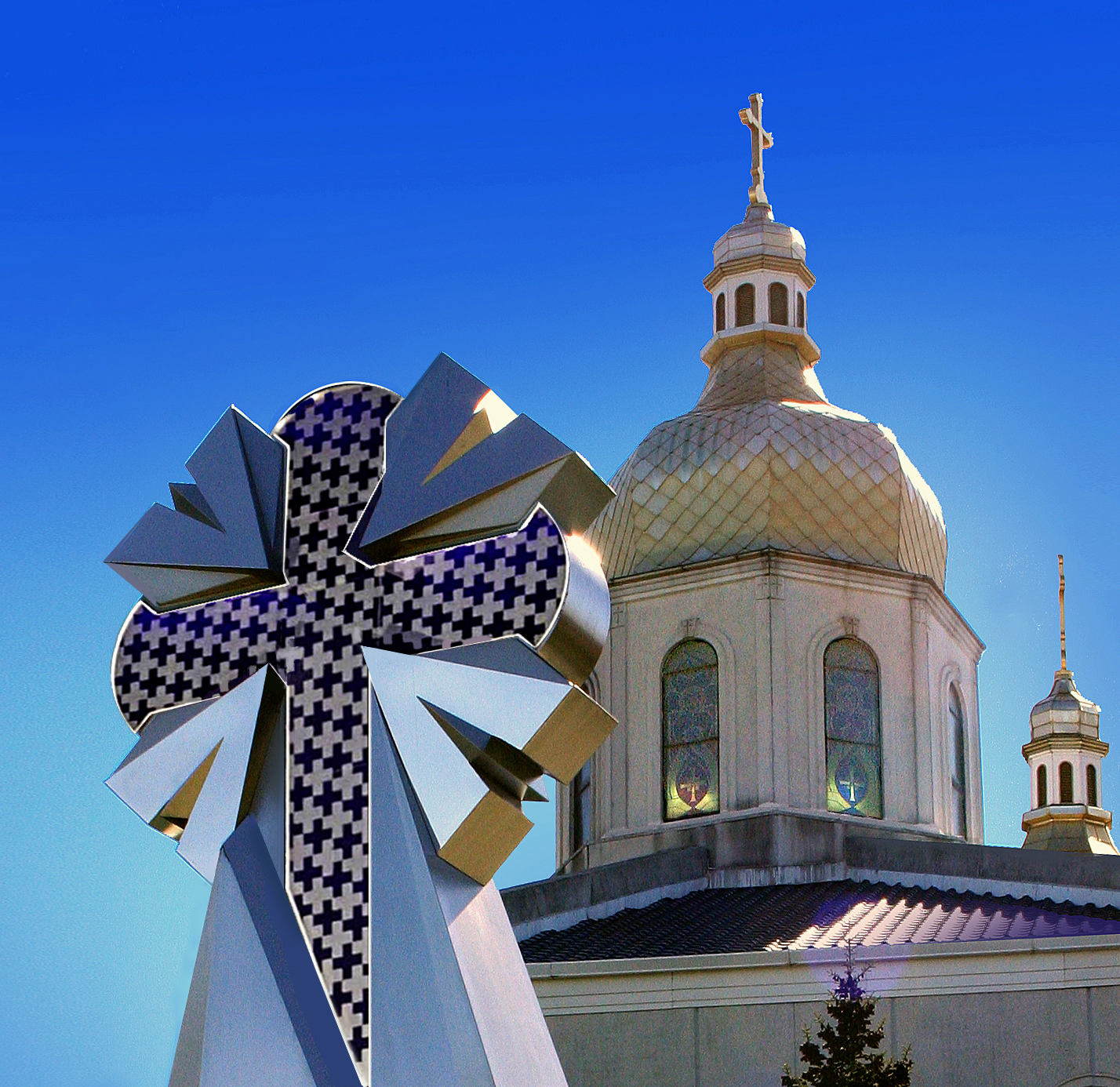
Пам'ятник Небесній Сотні (фрагмент)

Пам'ятник Небесній Сотні або Пам'ятник на вшанування Небесної Сотні та всіх загиблих Героїв України  — перший у США пам'ятник героям Революції гідності в м. Блумінґдейл (Іллінойс), поблизу Чикаго, поряд з Українською православною церквою Святого Андрія у Блумінґдейлі.

## Опис
Пам'ятник виконаний у вигляді хреста.
Автори пам'ятника відомий скульптор, заслужений художник України Євген Прокопов і архітектор Орест Бараник.

## З історії пам'ятника
Українська громада США долучилася збором коштів на спорудження пам'ятника, а спорудження монумента підтримав сенатор Джон Маккейн.
Відкритий у вересні 2015 року. Церемонію освячення проводив Святійший Патріарх Київський та всієї Руси-України Філарет.
На відкритті були присутні міністр фінансів України Наталія Яресько, генеральний консул України в Чикаго Лариса Герасько, губернатор штату Іллінойс Брюс Раунер та конгресмен Пітер Роскам. На церемонії відкриття зачитані листи-привітання сенаторів Джона Маккейна та Марка Кірка.